# Землекелих пахучий
Землекелих пахучий (Geocalyx graveolens) — вид печіночників родини землекелихових (Geocalycaceae).

## Поширення
Батьківщиною є Європа й Макаронезія, Азія, Північна Америка.